# François-Louis Cailler
François-Louis Cailler (* 11. Juni 1796 in Vevey; † 6. April 1852 in Corsier-sur-Vevey) war ein Schweizer Schokoladenpionier und Gründer der Schokoladenmanufaktur Cailler.

## Leben

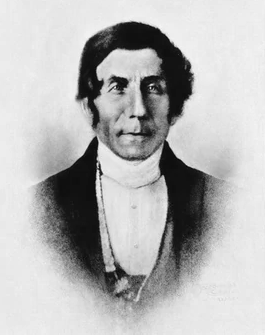
François-Louis Cailler

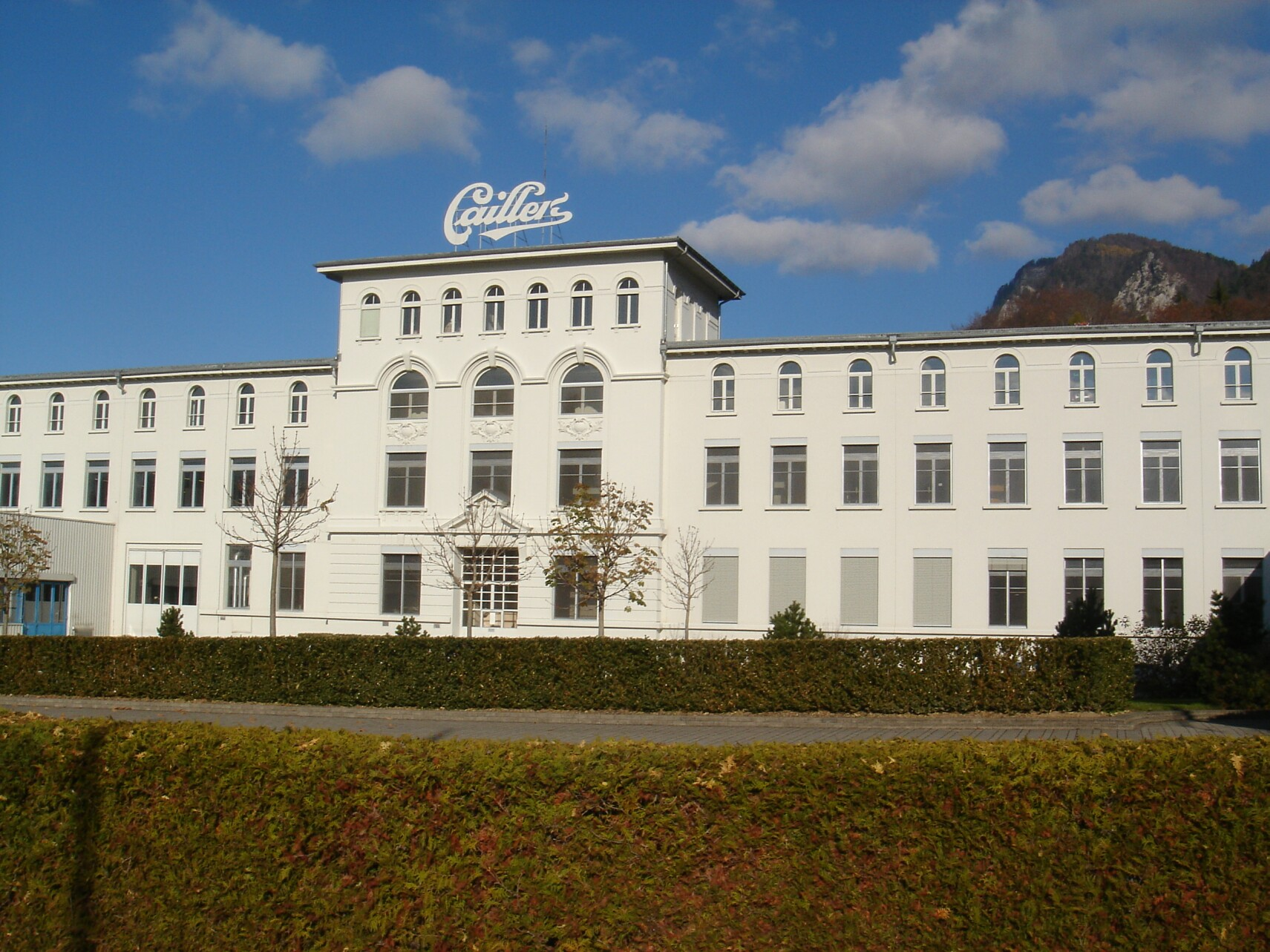
Cailler-Schokoladenfabrik in Broc-Fabrique

Cailler machte in Vevey eine Lehre als Kolonialwarenhändler, bevor er in Turin das Handwerk des Chocolatiers erlernte. 1818 kehrte er nach Vevey zurück und baute Maschinen zur mechanischen Herstellung von Schokolade. 1819 eröffnete er in Corsier-sur-Vevey die erste Schokoladenfabrik der Schweiz und produzierte hier als erster Schokolade in der noch heute gängigen Tafelform. Dank der maschinellen Fabrikation sanken die bis dahin ausgesprochen hohen Preise auf ein auch für weniger reiche Menschen erträgliches Niveau.
Cailler war verheiratet mit Louise Albertine Perret aus Boudry und hatte mit ihr drei Kinder: Auguste, François-Alexandre, die später das väterliche Geschäft übernahmen, und Fanny-Louise, die spätere Frau des Schweizer Chocolatiers Daniel Peter.